# Kepoh Kidul
Kepoh Kidul is een bestuurslaag in het regentschap Bojonegoro van de provincie Oost-Java, Indonesië. Kepoh Kidul telt 3307 inwoners (volkstelling 2010).